# Berdeniella jezeki
Berdeniella jezeki és una espècie d'insecte dípter pertanyent a la família dels psicòdids que es troba a Europa: Eslovènia.